# Drie-eenheidskerk in Kozjevniki
De Kerk van de Heilige Drie-eenheid in Kozjevniki (Russisch: Церковь Троицы в Кожевниках) is een Russisch-orthodox kerkgebouw in Moskou.

## Locatie
De kerk bevindt zich aan de 2e Kozjevnitsjeski pereoelok in het Danalovski district van het Zuidelijke Administratieve Okroeg.

## Geschiedenis
De kerk werd in de jaren 1686-1689 gebouwd op de locatie van een reeds bestaande houten kerk uit 1625. De bouw van de klokkentoren volgde in 1722.
Na de sluiting van de kerk volgde gedeeltelijke vernietiging. Iconen van de kerk waar de staat geen waarde aan hechtte werden in de achtertuin van de kerk verbrand.
In de jaren 80 van de vorige eeuw werd een restauratie uitgevoerd waarbij o.a. de gesloopte kapellen en koepels werden herbouwd en kruisen werden teruggeplaatst. Het was de bedoeling om het gebouw na de restauratie de bestemming van concertzaal te geven. In plaats hiervan werd de kerk teruggegeven aan de Russisch-orthodoxe Kerk. De kerk werd opnieuw ingewijd in 1992.

## Afbeeldingen

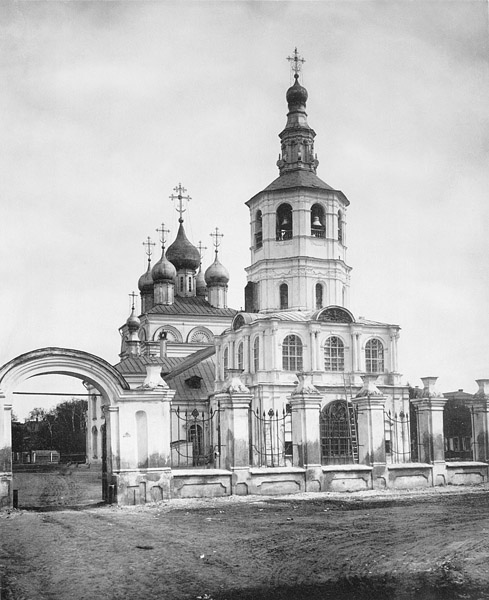
Historische foto van de kerk uit 1882
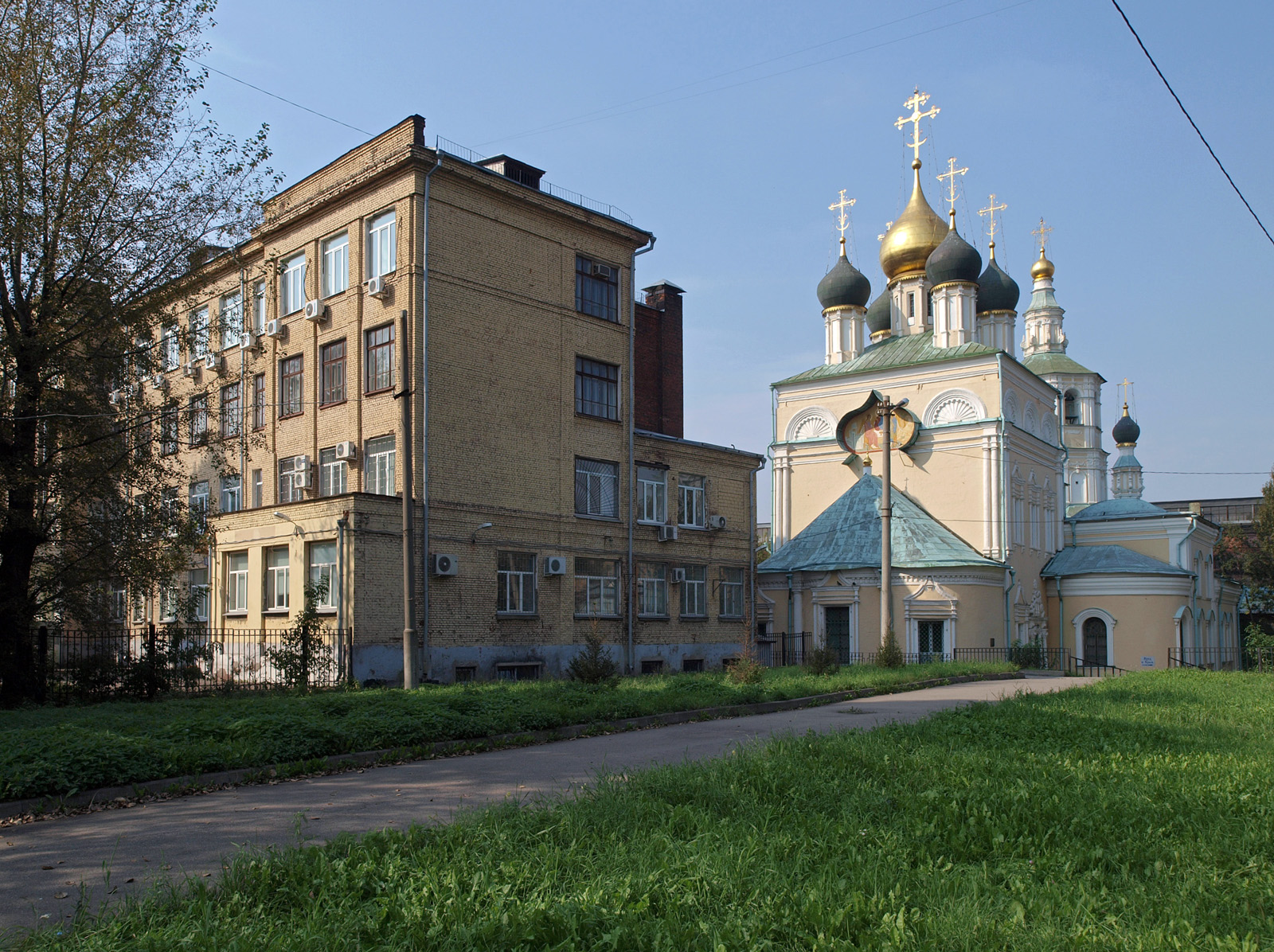
De herstelde kerk
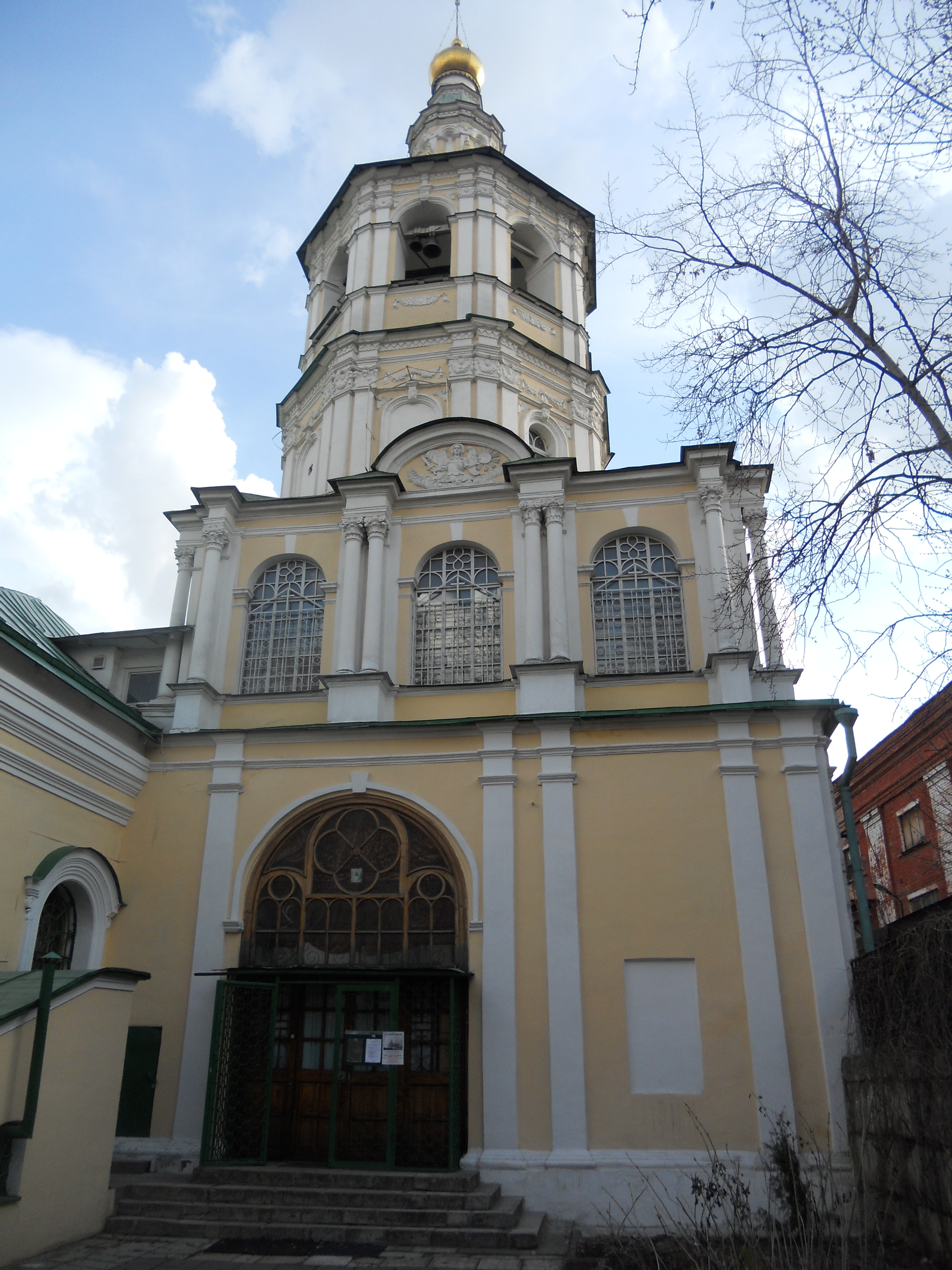
Klokkentoren en ingang